# Готска война (262-269)
Готската война (262 – 269) е конфликт на Римската империя и съюза на скитите и тервингите през 262 – 269 г. на триторията на Римската империя в Мизия и Тракия.

## Ход на военните действия
От 238 година Римската Империя е непрекъснато нападана от готите. През 262 г. готите нахлуват в Мала Азия.
През 263 г. готите разграбват храма на Артемида в Ефес. Между 264 – 265 г. готите навлизат във вътрешността на Мала Азия. Те опустошават Кападокия и се оттеглят на запад в Царство Витиния. Оденат атакувал и победил готите в района на Хераклея Понтика.
През 267 г. готски войски, придружени от племето на херулите, тръгват от северния бряг на Азовско море с 2 000 кораби и 320 000 мъже в посока към Егейско море. По време на обсадата на Атина готите са отблъснати от историкът Дексип, който събира гражданска милиция и спира инвазията.
През 268 г. по времето на император Галиен готите унищожават храма на Артемида в Ефес. През 268 г. император Галиен успява през пролетта на 268 г. да нанесе загуба на готите и херулите по техния път към Македония на река Нестос (днес Места).
Император Клавдий II Готски тръгва на поход против чуждите войски и близо до Naissus (днешен Ниш) побеждава готите през 269 г. в битката при Ниш в Сърбия. Римляните нападнат и унищожат останалите на Балканския полуостров готи.